# Celina Herz
Celina Herz (14 agosto 2000) è un'ex sciatrice alpina austriaca.

## Biografia
Slalomista pura attiva dal febbraio del 2017, in Coppa Europa Celina Herz ha esordito il 21 marzo 2021 a Reiteralm, senza completare la prova, ha conquistato il miglior risultato il 31 gennaio 2022 a Zell am See (29ª) e ha preso per l'ultima volta il via il 13 gennaio 2024 nella medesima località, senza completare la prova. Si è ritirata al termine di quella stessa stagione 2023-2024 e la sua ultima gara è stata uno slalom speciale FIS disputato l'8 aprile a Valle di Casies; non ha debuttato in Coppa del Mondo né preso parte a rassegne olimpiche o iridate.

## Palmarès

### Coppa Europa
- Miglior piazzamento in classifica generale: 193ª nel 2022

### Campionati austriaci
- 1 medaglia:
  - 1 bronzo (slalom speciale nel 2021)